# Cultura polacca
La cultura polacca è strettamente connessa all'intricata storia millenaria della Polonia.

## Influenze
Il suo carattere unico si sviluppò come conseguenza della sua posizione geografica, alla confluenza di varie regioni europee. A partire dalle sue origini, radicate nella civiltà degli antichi Slavi, nel corso del tempo la cultura polacca è stata profondamente influenzata dai legami intrecciati con il mondo germanico, latino e bizantino come pure dal continuo dialogo con gli altri gruppi e minoranze etniche che vivono in Polonia. Il popolo polacco ha avuto tradizionalmente un atteggiamento ospitale verso gli artisti stranieri e aperto alle tendenze culturali e artistiche popolari in altri paesi. Nel XIX e XX secolo l'attenzione polacca per il progresso culturale ebbe spesso la precedenza sulle attività politiche ed economiche. Questi fattori hanno contribuito alla natura versatile dell'arte polacca, con tutte le sue complesse sfumature. Oggigiorno, la Polonia è un paese altamente sviluppato, che mantiene tuttavia le sue tradizioni.

## Storia
La storia culturale della Polonia può essere fatta risalire al Medioevo. Nella sua interezza, essa può essere divisa nei seguenti periodi storici, filosofici ed artistici: Medioevo (dalla fine del X alla fine del XV secolo), Rinascimento (dalla fine del XV alla fine del XVI secolo), Barocco (dalla fine del XVI alla metà del XVIII secolo), Illuminismo (seconda metà del XVIII secolo), Romanticismo (dal 1820 circa fino alla repressione della Rivolta di Gennaio del 1863 contro l'Impero russo), Positivismo (durato fino alla svolta del XX secolo), Giovane Polonia (tra il 1890 e il 1918), Periodo interbellico (1918–1939), Seconda guerra mondiale (1939–1945), Repubblica Popolare di Polonia (fino all'Autunno delle Nazioni del 1989) e Moderno.

## Lingua

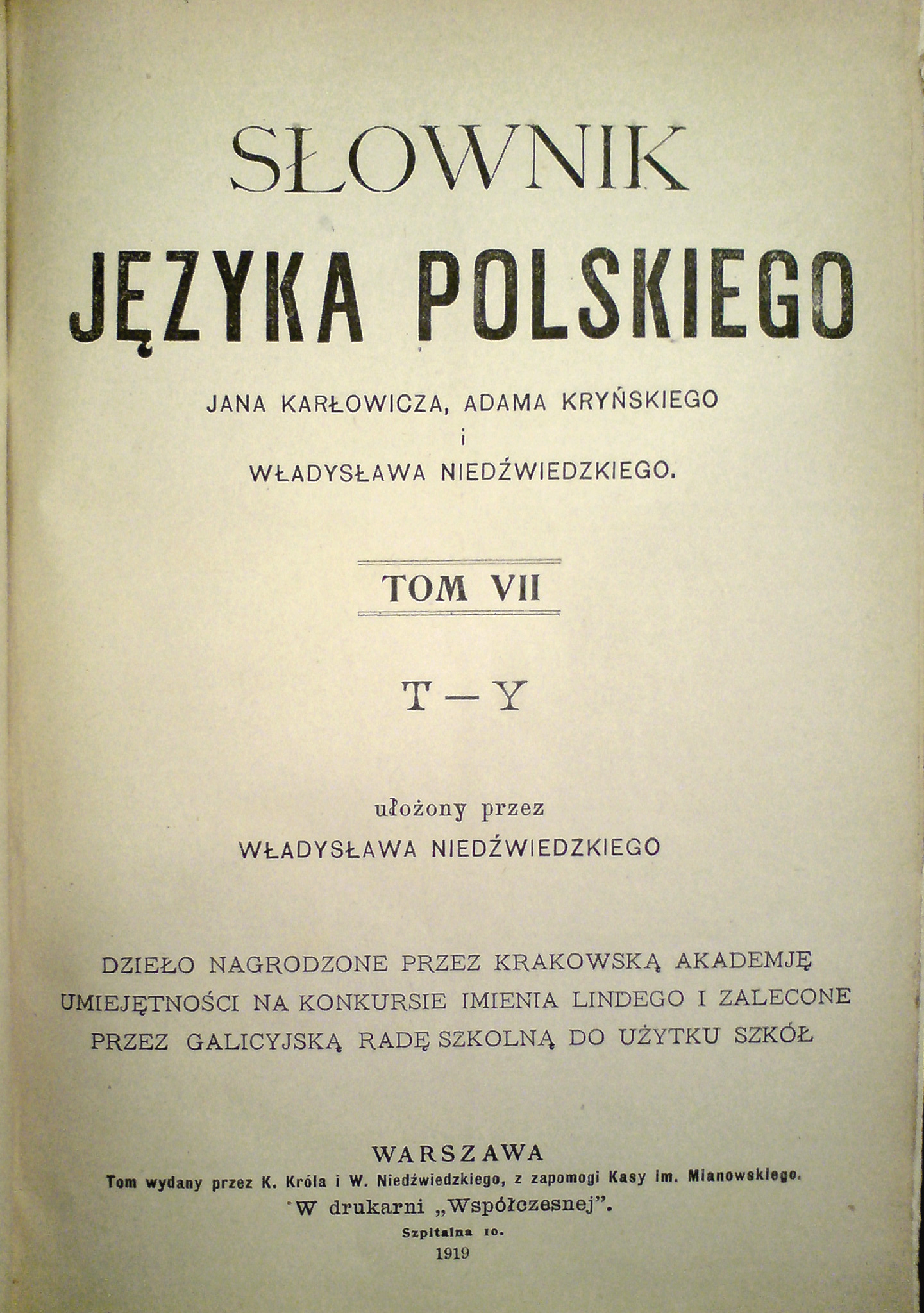
Primo dizionario della lingua polacca pubblicato nella Polonia libera dopo il secolo di repressione della cultura polacca da parte delle potenze straniere

Il polacco (język polski, polszczyzna) è una lingua del sottogruppo lechitico delle lingue slave occidentali, usate in tutta la Polonia (essendo la lingua ufficiale di quel paese) e dalle minoranze polacche in altri paesi. Il suo paradigma scritto è l'alfabeto polacco, che corrisponde all'alfabeto latino con varie aggiunte. Malgrado la pressione delle amministrazioni non polacche in Polonia, che hanno spesso tentato di reprimere la lingua polacca, una ricca letteratura si è sviluppata nel corso dei secoli, e la lingua è attualmente la più grande, in termini di parlanti, del gruppo slavo occidentale. È anche la seconda lingua slava più parlata, dopo il russo e prima dell'ucraino. Il polacco è parlato principalmente in Polonia. La Polonia è uno dei paesi europei linguisticamente più omogenei; quasi il 97% dei cittadini polacchi dichiarano il polacco come loro lingua madre.

## Cucina
I cibi polacchi includono kiełbasa, pierogi, pyzy (palline di pasta ripiene di carne), kopytka, gołąbki, śledzie (aringa), bigos, schabowy, Oscypek e molto altro. Tradizionalmente, cibi come zuppe flaki, rosół, zupa ogórkowa, zupa grzybowa (zuppa di funghi), żurek, zupa pomidorowa (zuppa al pomodoro) sono preparati in grandi recipienti destinati ai gruppi, che spesso necessitano dell'uso di attrezzi come remi per la loro preparazione. La tradizione attribuisce grande importanza anche all'ospitalità.
Nel Medioevo, quando le città della Polonia crebbero di dimensione e si svilupparono i mercati alimentari, lo scambio di idee in campo culinario progredì e la gente acquisì familiarità con nuovi piatti e ricette. Alcune regioni divennero famose per il tipo di salsiccia che facevano e molte salsicce di oggi portano ancora quei nomi originali. I contadini riconobbero la bontà di quei prodotti, che consentivano loro di mantenersi ben nutriti per periodi di tempo più lunghi.
La bevanda più importante è la vodka. La prima menzione scritta al mondo della bevanda compare nel 1405 negli Akta Grodzkie, i documenti di corte del Palatinato di Sandomierz in Polonia. All'epoca, la parola vodka (wódka) si riferiva a composti chimici come medicinali e detergenti cosmetici, mentre la bevanda popolare era chiamata gorzałka (dal polacco antico gorzeć che significa "bruciare"), che è anche la fonte dell'ucraino horilka (горілка). La parola vodka scritta in cirillico apparve per la prima volta nel 1533, in relazione a una bevanda medicinale portata dalla Polonia in Russia dai mercanti della Rus' di Kiev.
Secondo un rapporto di Ernst & Young del 2009, la Polonia è il terzo maggiore produttore di birra: la Germania con 103 milioni di ettolitri, il Regno Unito con 49,5 milioni di ettolitri, la Polonia con 36,9 milioni di ettolitri. In seguito alla crescita consecutiva del mercato domestico, l'Unione polacca dei datori di lavoro dell'industria birraria (Związek Pracodawców Przemysłu Piwowarskiego), che rappresenta approssimativamente il 90% del mercato birrario polacco, annunciò durante la conferenza annuale dell'industria birraria che il consumo di birra nel 2008 era salito a 94 litri pro capite, ovvero 35.624 milioni di ettolitri venduti sul mercato nazionale. Statisticamente, un consumatore polacco beve 92 litri di birra all'anno, che pone la Polonia di un terzo dietro la Germania. Bere birra come bevanda di base era tipico durante il Medioevo. Il vino sta recentemente diventando più popolare. In realtà, l'idromele polacco, un vino al miele, era una bevanda tradizionale che risaliva anch'essa al Medioevo.
Le bevande leggere includono "napoje gazowane" (bevande gassate), "napoje bezalkoholowe" (bevande analcoliche) come acqua, tè, succo, caffè o kompot. Il kompot è una bibita analcolica fatta con frutta bollita, opzionalmente anche con zucchero e spezie (chiodo di garofano o cannella), servita bollente o fredda. Può essere fatta con un solo tipo di frutta o con una miscela, che comprende mele, pesche, pere, fragole o amarene. Anche il susz è un tipo di kompot fatto con frutti essiccati, più comunemente mele, albicocche, fichi. È servita tradizionalmente la vigilia di Capodanno.
Tra i pasti delle festività, c'è una zuppa tradizionale della vigilia di Capodanno chiamata wigilia. Un'occasione speciale è anche Martedì Grasso (Tłusty Czwartek), una festa cattolica celebrata l'ultimo martedì prima della Quaresima. Tradizionalmente è un giorno in cui la gente mangia grandi quantità di dolci e torte che dopo sono proibiti fino al giorno di Pasqua (vedi anche la tradizionale colazione di Pasqua).

Cucina polacca tradizionale
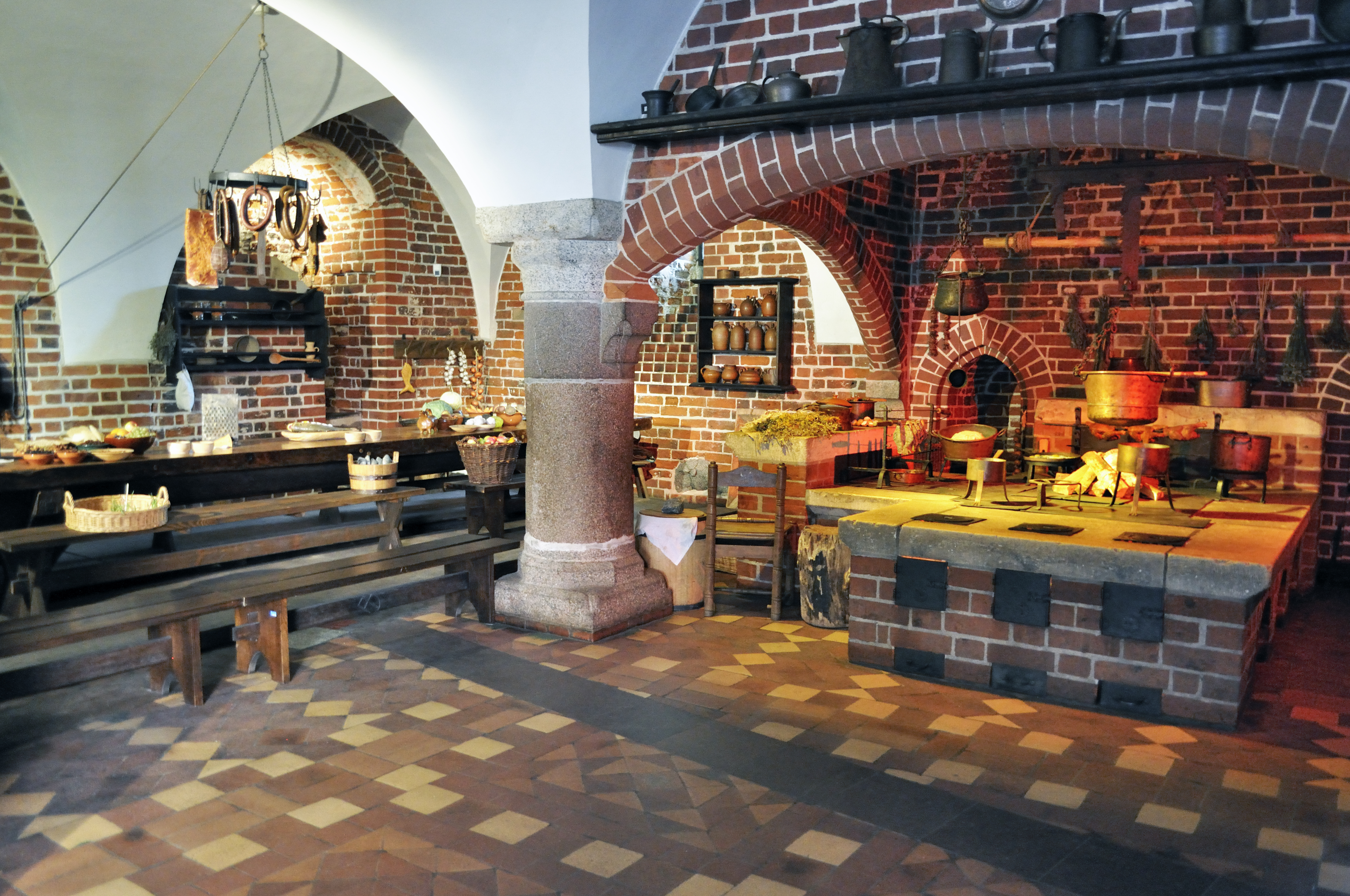
Cucina medievale del XIV secolo
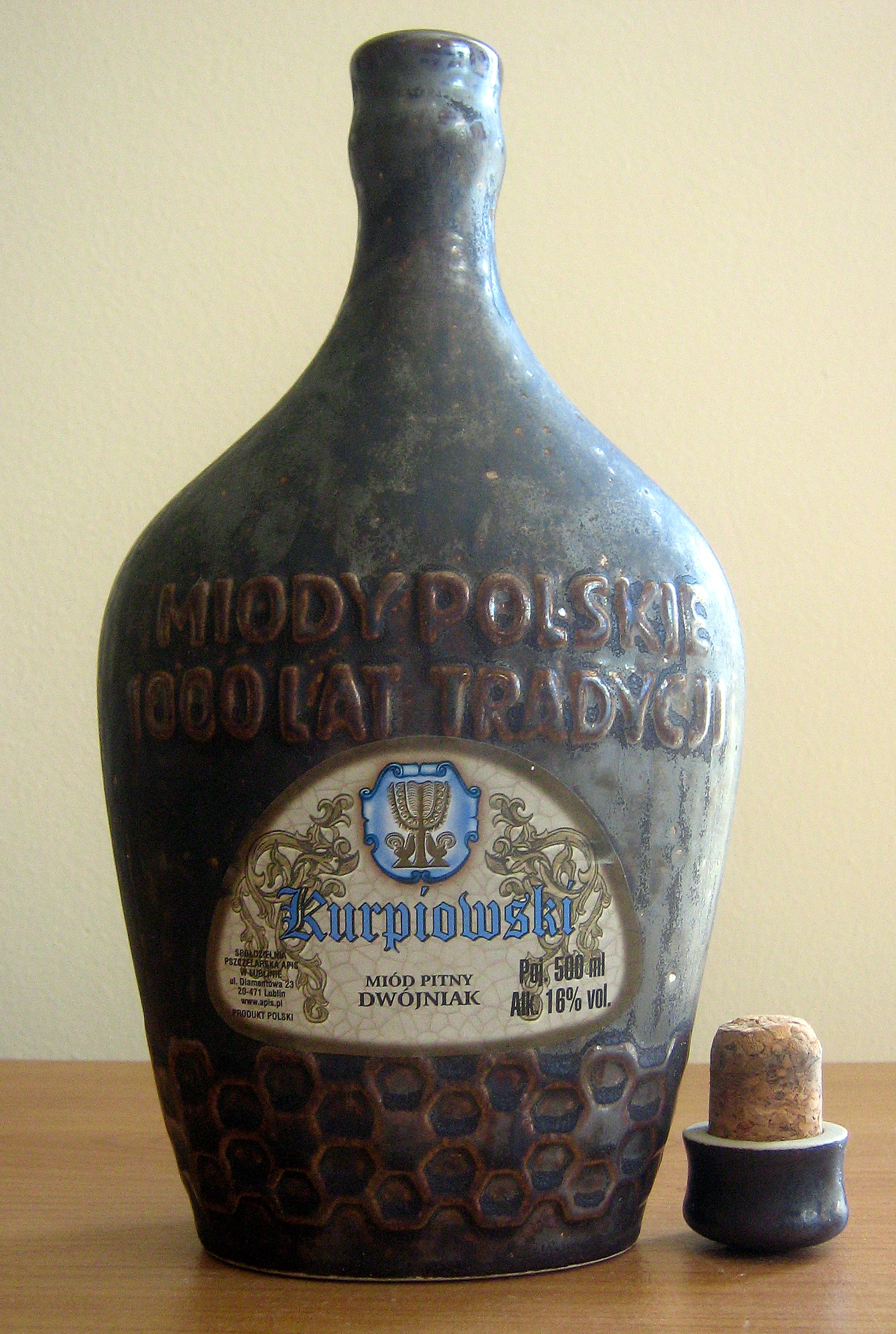
Idromele Kurpiowski Dwójniak
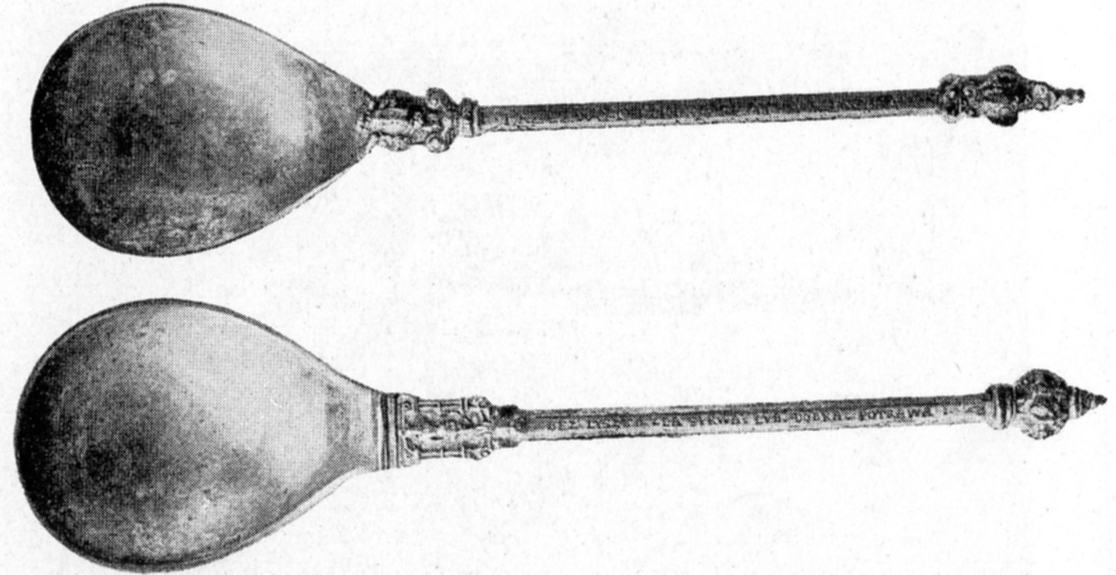
Cucchiai polacchi del XVI secolo
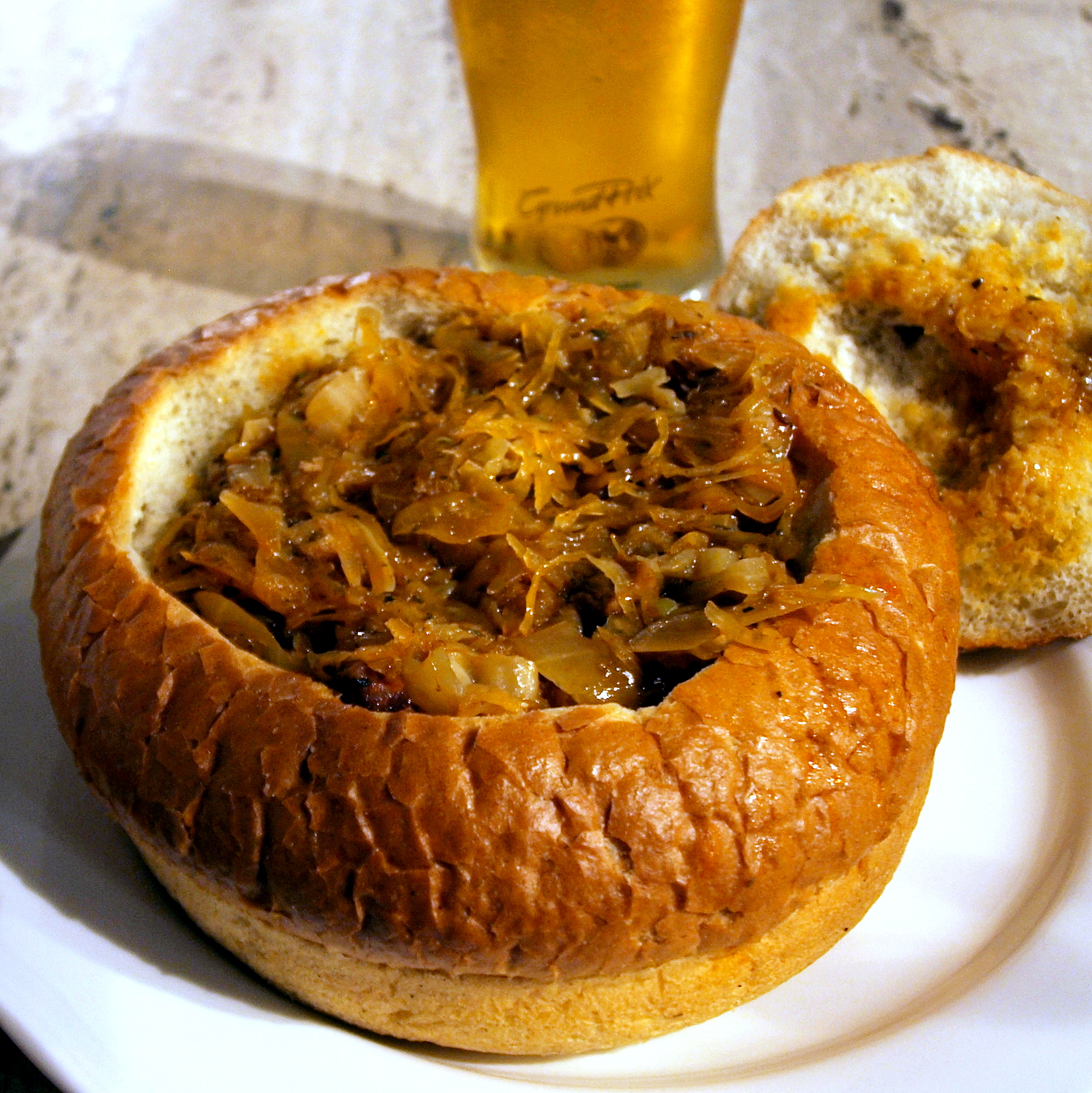
Bigos e un bicchiere di birra Tyskie, ristorante di Cracovia
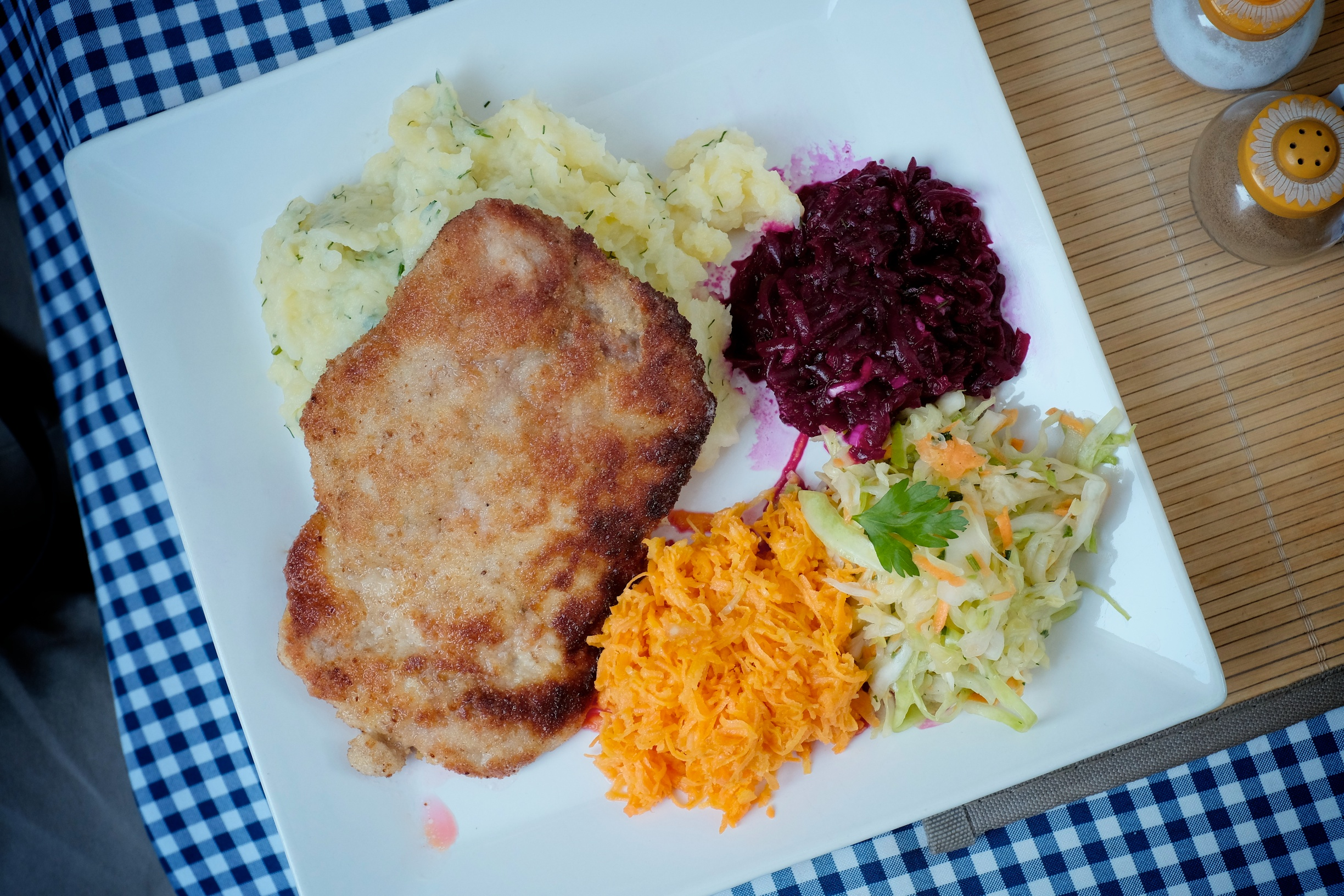
Kotlet schabowy servita con patate
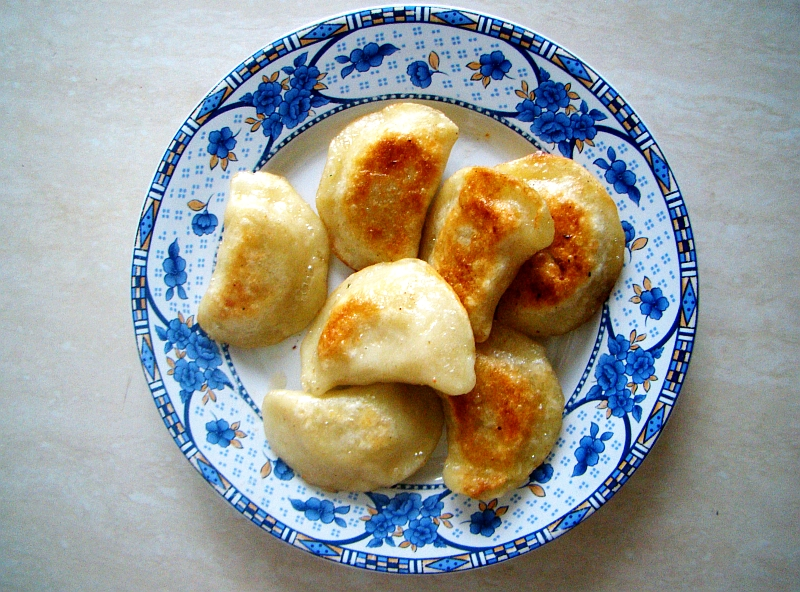
Un piatto di pierogi tradizionali per la vigilia di Capodanno
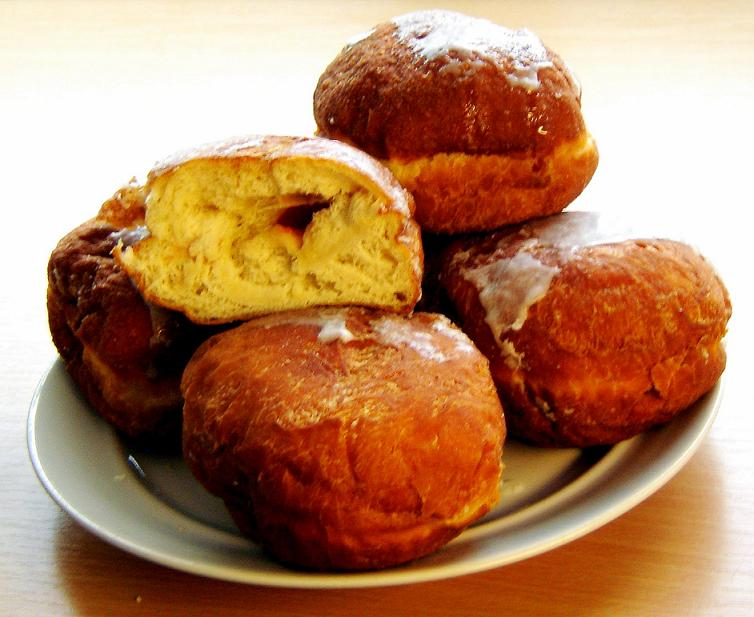
Pasticceria pączki
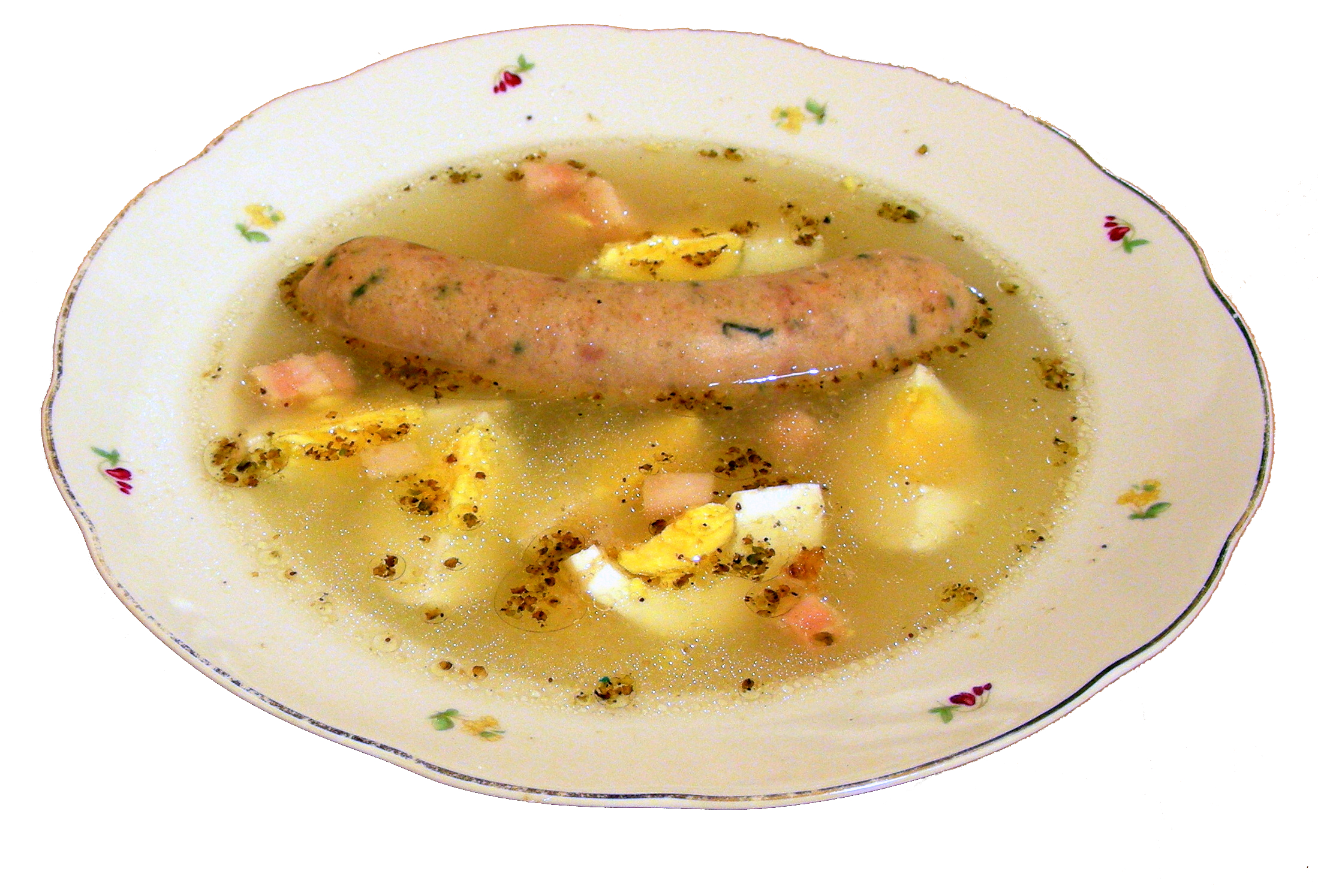
Zuppa żurek
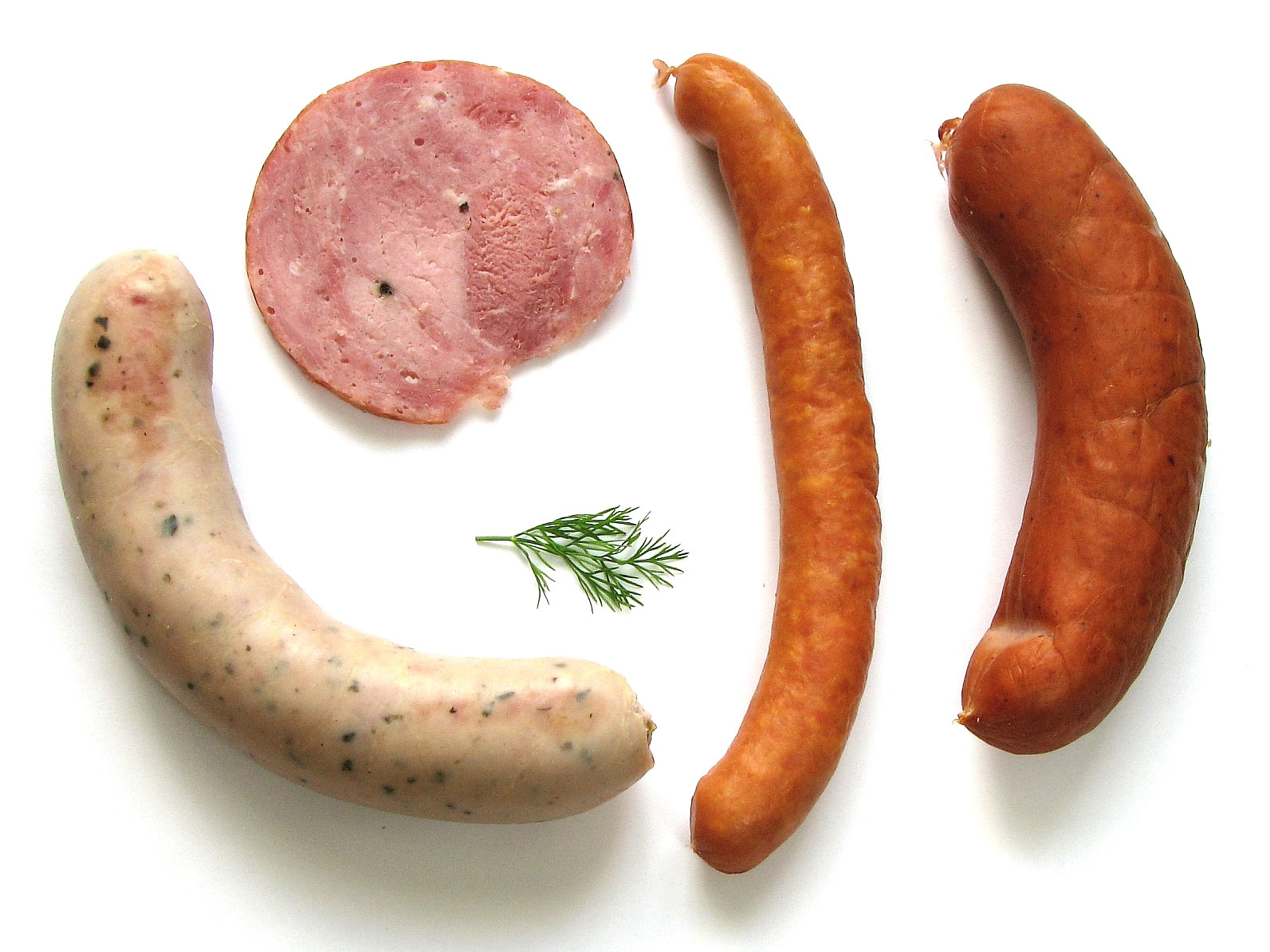
Varietà di kiełbasa
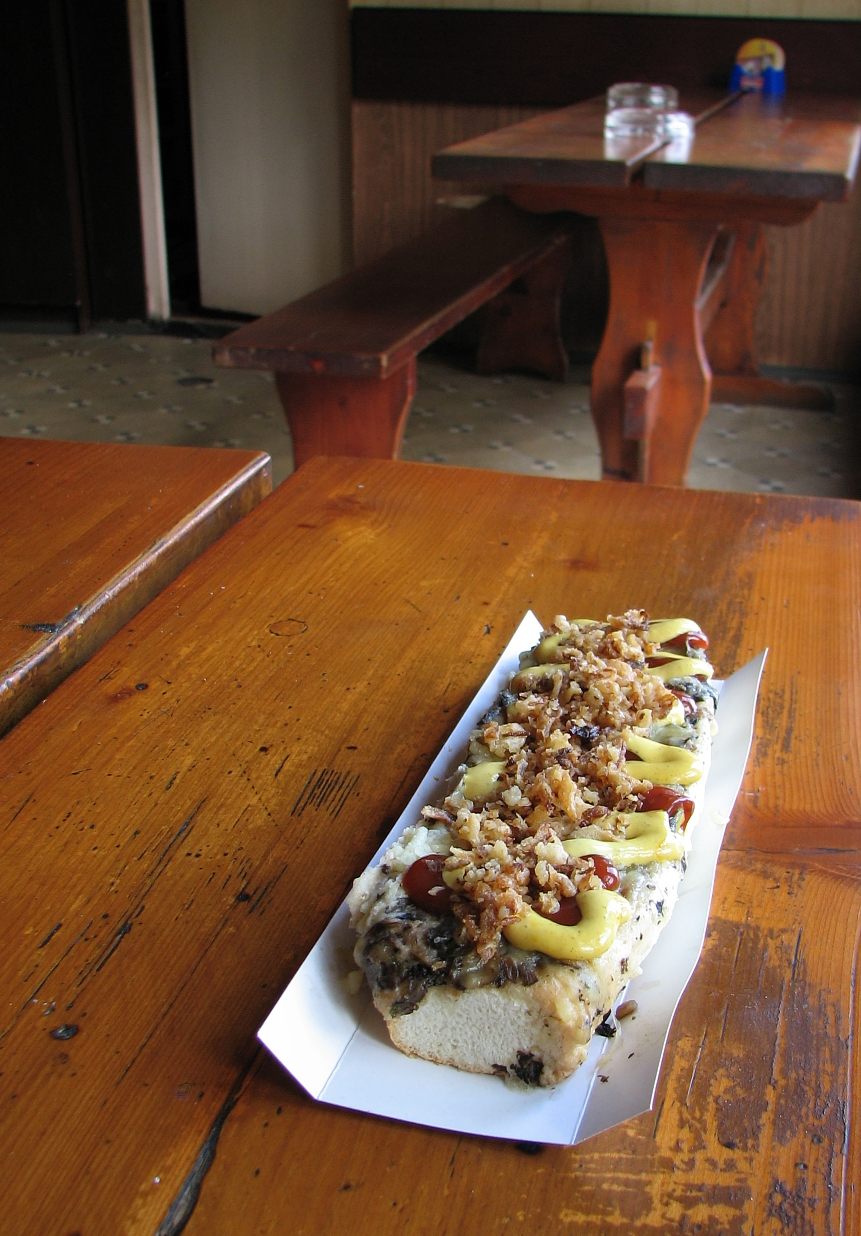
Filoncino zapiekanka

## Architettura

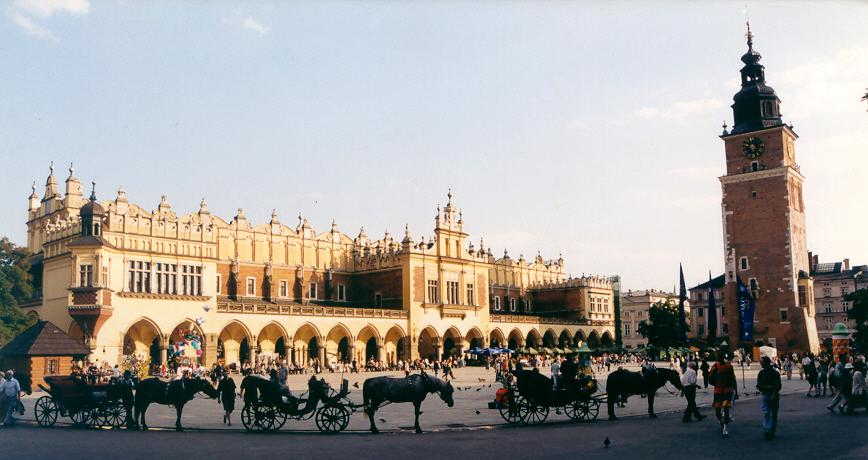
Il Mercato dei tessuti (Sukiennice) di Cracovia, con la torre del comune (ratusz) a destra

Le città polacche, grandi e piccole, riflettono l'intero spettro degli stili architettonici europei. Le frontiere orientali della Polonia segnavano infatti il confine estremo delle influenze dell'architettura occidentale sul continente.
Purtroppo, la storia non è stata clemente con i monumenti architettonici della Polonia. Tuttavia, numerose strutture antiche sono sopravvissute: castelli, chiese e imponenti edifici, spesso unici nel contesto regionale ed europeo. Alcuni di essi sono stati accuratamente restaurati, come il Castello del Wawel, o completamente ricostruiti dopo essere stati distrutti nella Seconda guerra mondiale, compresi la Città vecchia e il Castello Reale di Varsavia, nonché le città vecchie di Danzica e Breslavia. L'architettura di Danzica è per la maggior parte architettura anseatica, comune nelle città lungo il Mar Baltico e nella parte settentrionale dell'Europa centro-orientale. Lo stile architettonico di Breslavia è rappresentativo dell'architettura, poiché era stata parte degli stati generali per secoli. Il centro di Kazimierz Dolny sulla Vistola è un buon esempio di città medievale ben conservata. L'antica capitale della Polonia, Cracovia, figura tra i complessi urbani gotici e rinascimentali meglio conservati d'Europa. Intanto, il retaggio delle Marche di Kresy nelle regioni orientali di Polonia, con Wilno (ora Vilnius) e Leopoli come i due principali centri per le arti, svolse un ruolo speciale in questi sviluppi, con l'architettura della Chiesa cattolica che merita particolare attenzione. A Vilnius ci sono circa 40 chiese barocche e rinascimentali. A Leopoli ci sono chiese urbane gotiche, rinascimentali e barocche con influenze della chiesa ortodossa e armena.
Uno degli esempi meglio conservati di architettura modernista in Europa è ubicato a Katowice (Voivodato della Slesia), progettato e costruito negli anni 1930. Edifici interessanti furono costruiti anche durante l'era comunista nello stile del Realismo socialista; mentre alcuni notevoli esempi di architettura moderna furono eretti più recentemente.

## Arte

Tiro a quattro (Czwórka) di Józef Chełmoński, 1881

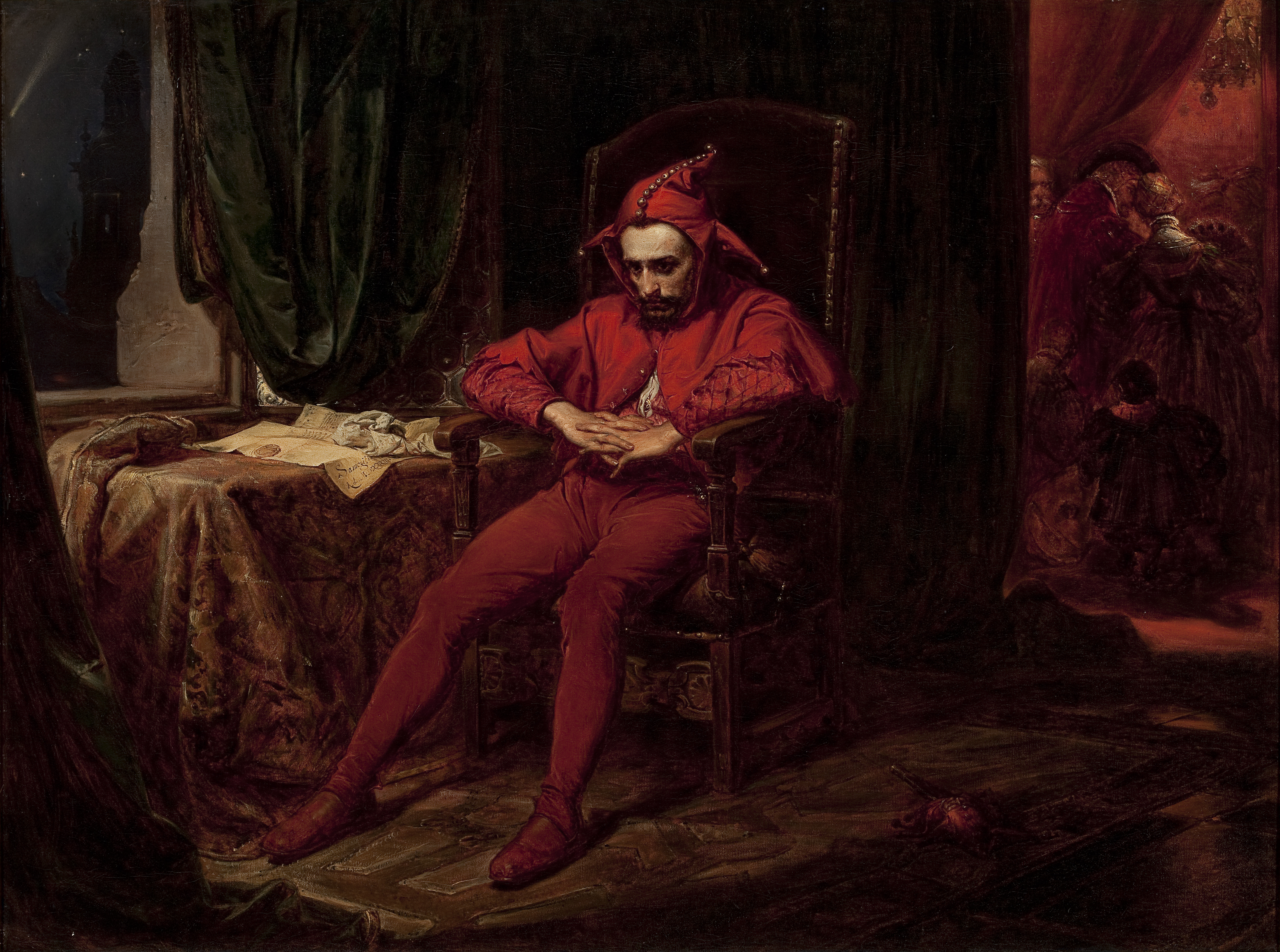
Stańczyk, dipinto da Jan Matejko

L'arte polacca ha sempre riflettuto le tendenze europee, pur mantenendo il suo carattere unico. La scuola di Cracovia di pittura storicista sviluppata da Jan Matejko produsse ritratti monumentali di usanze ed eventi significativi della storia polacca. Stanisław Witkiewicz fu un ardente sostenitore del Realismo nell'arte polacca, il suo principale rappresentante essendo Jozef Chełmoński. Il movimento Młoda Polska (Giovane Polonia) assistette alla nascita dell'arte polacca moderna, e si impegnò in una grande attività di sperimentazione formale guidata da Jacek Malczewski (Simbolismo), Stanisław Wyspiański, Józef Mehoffer e un gruppo di impressionisti polacchi. Gli artisti dell'Avanguardia del XX secolo rappresentarono varie scuole e tendenze. L'arte di Tadeusz Makowski fu influenzata dal Cubismo; mentre Władysław Strzemiński e Henryk Stażewski lavorarono dentro il linguaggio costruttivista. Eminenti artisti contemporanei includono Roman Opałka, Leon Tarasewicz, Jerzy Nowosielski, Wojciech Siudmak, Mirosław Bałka, e Katarzyna Kozyra e Zbigniew Wąsiel nella generazione più giovane. I più celebrati scultori polacchi contemporanei comprendono Xawery Dunikowski, Katarzyna Kobro, Alina Szapocznikow e Magdalena Abakanowicz. Fin dagli anni tra le due guerre, l'arte e la fotografia documentaria polacche hanno goduto di riconoscimenti a livello mondiale. Negli anni sessanta si formò la Scuola Polacca dei Manifesti, con Henryk Tomaszewski e Waldemar Świerzy alla sua testa.

## Musica

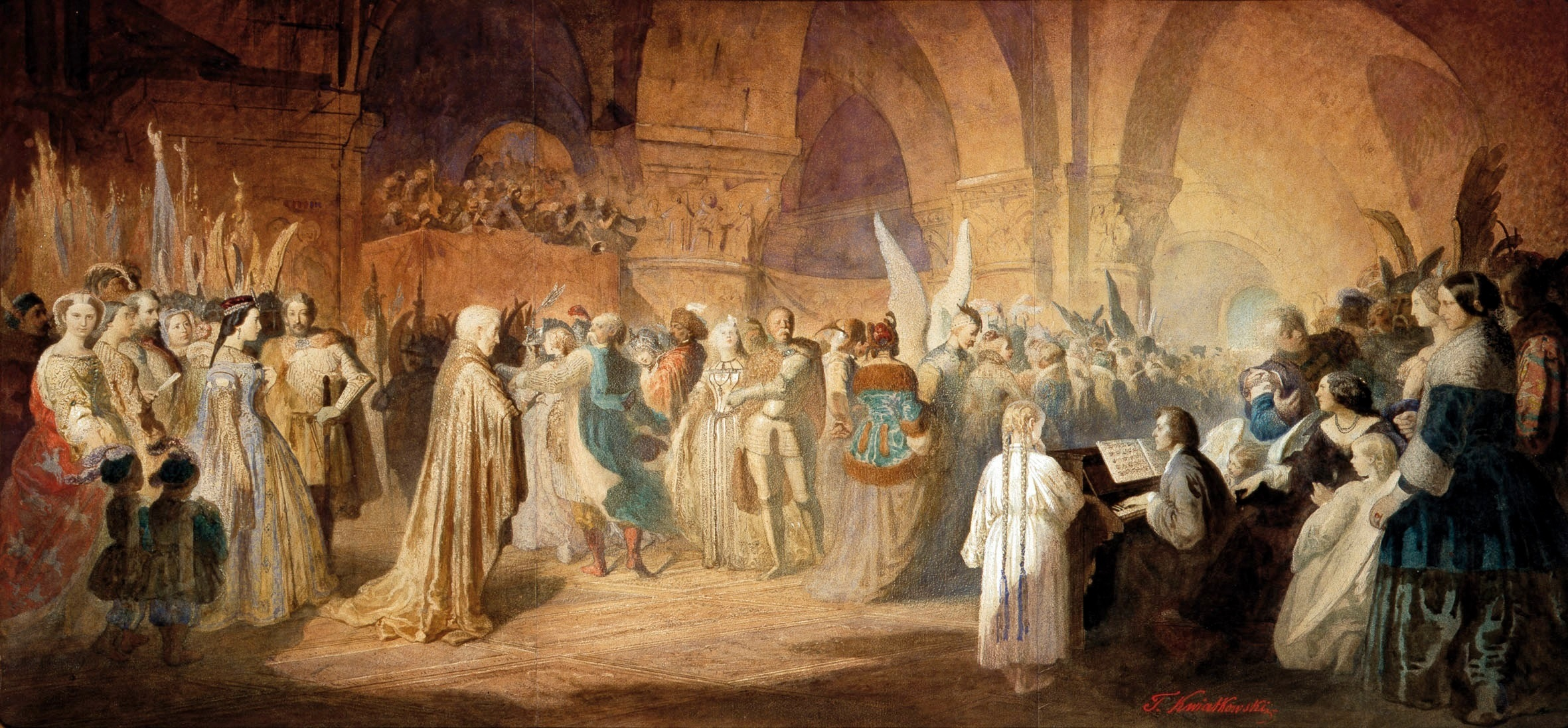
La Polonaise di Chopin di Teofil Kwiatkowski, quadro che raffigura un ballo all'Hôtel Lambert del conte Czartoryski a Parigi. Museo Nazionale, Poznań

Gli artisti polacchi, che includono famosi compositori come Chopin o Witold Lutosławski e musicisti folk tradizionali, regionalizzati, creano una scena musicale vivace e diversificata, che riconosce perfino i propri generi musicali, come la poezja śpiewana ("poesia cantata"). Oggi in Polonia si può trovare trance, techno, house music e heavy metal.
L'origine della musica polacca può essere fatta risalire già al XIII secolo, di cui sono stati trovati manoscritti a Stary Sącz, che contengono composizioni polifoniche legate alla Scuola parigina di Notre-Dame. Altre composizioni iniziali, come la melodia di Bogurodzica, potrebbero anch'esse risalire a questo periodo. Il primo importante compositore conosciuto, tuttavia, Mikołaj Radomski, visse nel XV secolo. La melodia di Bóg się rodzi, opera di un anonimo compositore, era una polonaise d'incoronazione per i re polacchi.
Durante il XVI secolo, soprattutto due gruppi musicali - entrambi con sede a Cracovia e appartenenti al Re e all'arcivescovo di Waweł - guidarono la rapida innovazione della musica polacca. I compositori che scrissero durante questo periodo includono Wacław di Szamotuły, Mikołaj Zieleński e Mikołaj Gomółka. Diomede Catone, un italiano di nascita che viveva a Cracovia dall'età di circa cinque anni, divenne uno dei più famosi liutai alla corte di Sigismondo III, e non solo importò alcuni degli stili musicali dall'Europa meridionale, ma li fuse con musica folk nativa.

### Heavy metal
La Polonia ha una delle più forti e rispettate scene heavy metal d'Europa, specificamente la scena death metal. Una delle più importanti etichette discografiche di death metal in Polonia è la Empire Records. La banda death metal Vader è considerata il più riuscito esempio di heavy metal polacco e ha ottenuto apprezzamento commerciale e critico a livello internazionale. La loro carriera abbraccia più di tre decenni con molti giri internazionali. Sono visti spesso come un'enorme ispirazione per il death metal moderno. Sia i Behemoth sia i Decapitated hanno trovato significativi successi sia dentro che fuori dalla Polonia. Entrambi hanno girato estesamente in Europa, America e, nel caso dei Decapitated, hanno recentemente girato Australia e Nuova Zelanda. Recentemente Indukti, Hate, Trauma, Crionics, Lost Soul e Lux Occulta hanno iniziato a diventare famosi fuori dalla Polonia. Benché ci sia anche una florida e attiva scena grindcore, il death metal rimane il genere più forte e più affermato della Polonia per quanto riguarda l'heavy metal. C'è anche una cospicua scena black metal, guidata da Graveland, Darzamat, Kataxu, Infernal War e Vesania.

## Letteratura

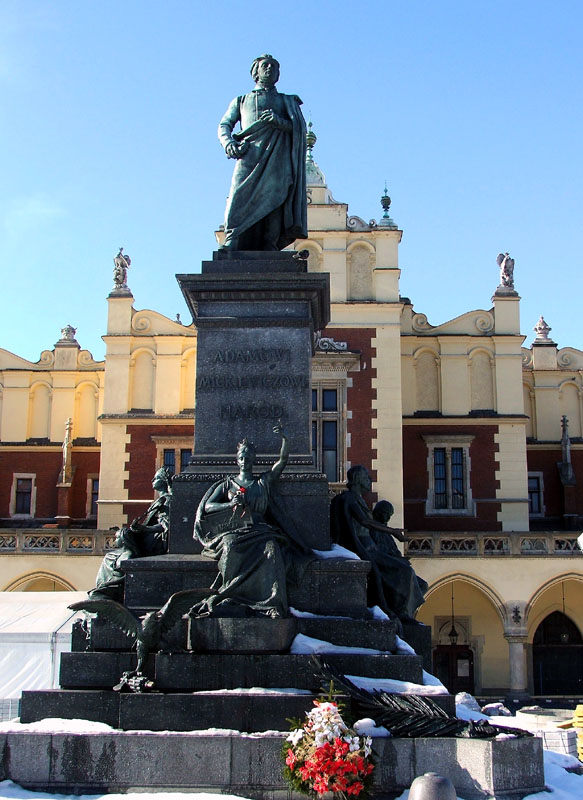
Monumento ad Adam Mickiewicz, uno dei più grandi poeti polacchi, nella Piazza del Mercato a Cracovia

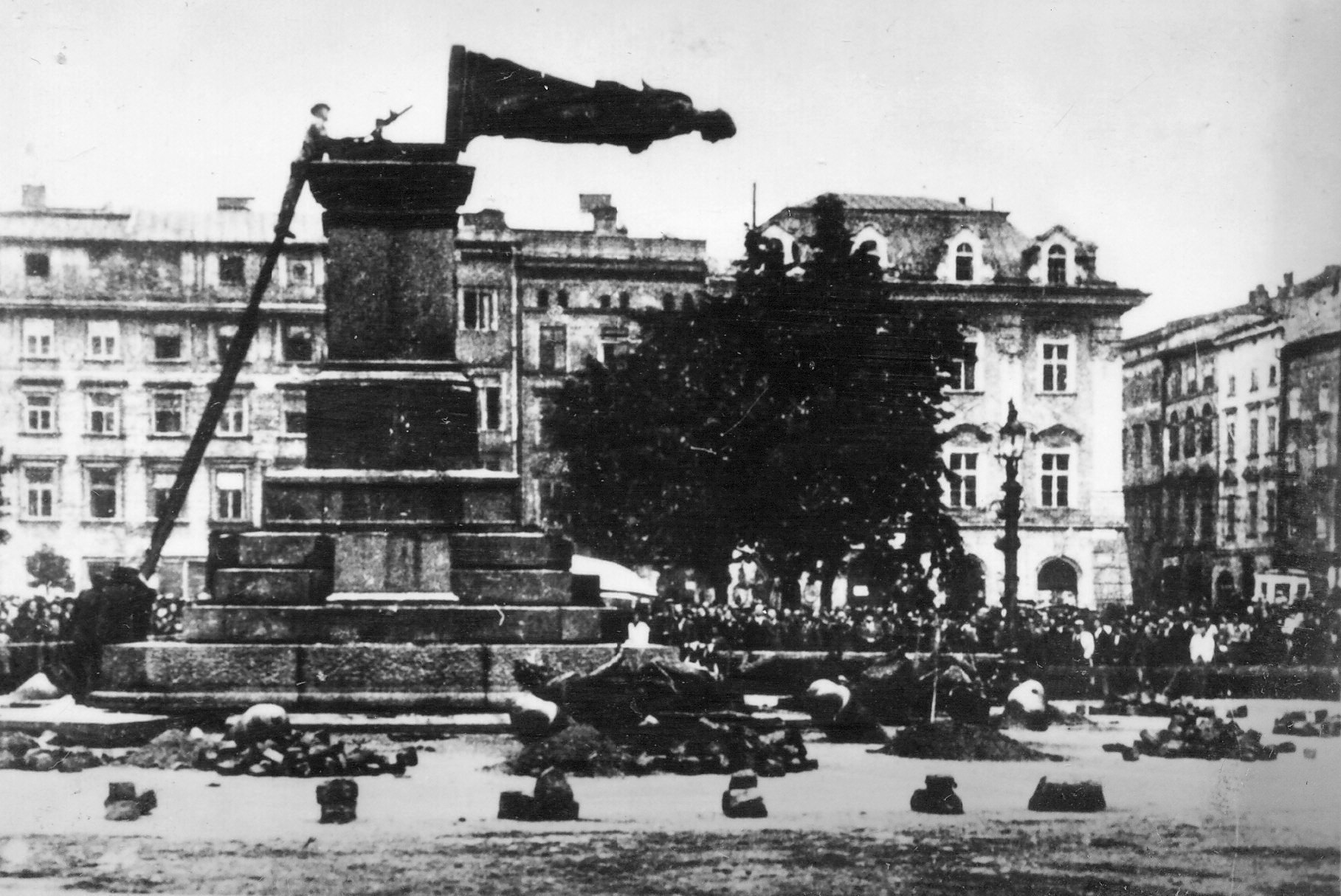
Distruzione del Monumento di Adam Mickiewicz a Cracovia da parte delle forze naziste tedesche, 17 agosto 1940

Fin dall'arrivo del Cristianesimo e dal successivo accesso alla civiltà europea occidentale, i Polacchi svilupparono una significativa produzione letteraria in latino. Eminenti autori del Medioevo sono tra gli altri Gallus Anonymus, Vincenzo Kadłubek e Jan Długosz, autore della monumentale opera sulla storia della Polonia. Con l'avvento del Rinascimento, i Polacchi caddero sotto l'influenza dei modelli artistici dello stile umanistico, partecipando attivamente ai temi europei di quel tempo con le loro opere in latino.
Le origini della letteratura polacca scritta nella madrelingua risalgono a oltre il XIV secolo. Nel XVI secolo le opere poetiche di Jan Kochanowski lo affermarono come un rappresentante di spicco della letteratura rinascimentale europea. Le belle lettere barocche e neoclassiche diedero un contributo significativo per cementare i popoli polacchi, dalle molte provenienze culturali. Il romanzo dell'inizio del XVIII secolo Manuscrit trouvé à Saragosse del conte Jan Potocki, che sopravvisse nella sua traduzione polacca dopo la perdita dell'originale in francese, divenne un classico mondiale. Il film di Wojciech Has basato su di esso, un preferito di Luis Buñuel, divenne in seguito un film di culto nei campus universitari. La grande letteratura romantica polacca fiorì nel XIX secolo quando il paese aveva perso la sua indipendenza. I poeti Adam Mickiewicz, Juliusz Słowacki e Zygmunt Krasiński, i "Tre Bardi", divennero le guide spirituali di una nazione privata della sua sovranità, e profetizzarono il suo risveglio. Il romanziere Henryk Sienkiewicz, che vinse il Premio Nobel nel 1905, elogiò la tradizione storica. È difficile afferrare pienamente la tradizione del Romanticismo polacco e le sue conseguenze per la letteratura polacca senza una conoscenza completa della storia polacca.
All'inizio del XX secolo eccellenti opere letterarie polacche emersero dal nuovo scambio culturale e dalla sperimentazione di Avanguardia. Il retaggio delle marche di Kresy delle regioni orientali della Polonia con Wilno (oggi Vilnius) e Leopoli come i due centri principali per le arti, giocarono un ruolo speciale in questi sviluppi. Questa era anche una regione nella quale fiorì la tradizione ebraica e il movimento del Chassidismo. Le Kresy furono un luogo di appuntamento culturale per numerosi gruppi etnici e nazionali i cui risultati si stavano ispirando l'uno all'altro. Le opere di Bruno Schulz, Bolesław Leśmian e Józef Czechowicz furono scritte qui. Nel sud della Polonia, Zakopane fu il luogo di nascita delle opere avanguardiste di Stanisław Ignacy Witkiewicz (Witkacy). E, ultimo ma non da ultimo, a Władysław Reymont nel 1924 fu assegnato il Premio Nobel per la letteratura per il suo romanzo Chłopi (I contadini).
Dopo la Seconda guerra mondiale molti scrittori polacchi si ritrovarono in esilio, spesso raggruppati intorno all'impresa editoriale Kultura, con sede a Parigi, gestita da Jerzy Giedroyc. Il gruppo di scrittori emigrati includeva Witold Gombrowicz, Gustav Herling-Grudziński, Czesław Miłosz e Sławomir Mrożek.
Zbigniew Herbert, Tadeusz Różewicz, Czesław Miłosz e Wisława Szymborska sono tra i più eminenti poeti polacchi del XX secolo, mentre tra i romanzieri e i drammaturghi sono da citare Witold Gombrowicz, Sławomir Mrożek e Stanisław Lem (specializzato in fantascienza). La lunga lista degli autori polacchi include poi Hanna Krall, la cui opera si focalizza principalmente sull'esperienza ebraica al tempo della guerra, e Ryszard Kapuściński, con libri tradotti in molte lingue.
Nel 2018 Olga Tokarczuk ha vinto il Premio Nobel per la letteratura.
| Polacchi vincitori del Premio Nobel per la letteratura | Polacchi vincitori del Premio Nobel per la letteratura | Polacchi vincitori del Premio Nobel per la letteratura | Polacchi vincitori del Premio Nobel per la letteratura | Polacchi vincitori del Premio Nobel per la letteratura |
| Henryk Sienkiewicz (1846–1916)                         | Władysław Reymont (1865–1925)                          | Czesław Miłosz (1911–2004)                             | Wisława Szymborska (1923–2012)                         | Olga Tokarczuk (1962)                                  |
| ------------------------------------------------------ | ------------------------------------------------------ | ------------------------------------------------------ | ------------------------------------------------------ | ------------------------------------------------------ |
|                                                        |                                                        |                                                        |                                                        |                                                        |